# 戚迹
戚迹（1982年12月30日—），出生於遼寧省大連市，是中國大陆男演員，2005年畢業於北京電影學院表演系。

## 人物介绍
- 2001年就讀北京电影学院2001级表演系本科班，於2005年毕业。2004年开始从事于电影、电视剧的演出拍摄。
- 高中：辽宁省艺术学校98话剧班。2000-2001年在遼寧省大連市大連理工大學附屬高中進修文化課一年。

## 影视作品

### 電影
- 2007年 無懈可擊 飾 姚力
- 2007年 棒子老虎雞 飾 喬邦
- 2007年 嫁妝 飾 漁夫
- 2007年 女人不壞 飾 張明
- 2010年 反轉路口 飾 齊跡 網路電影
- 2010年 兒女傳奇之好漢花龍 飾 花龍
- 2010年 茶の戀又名傳奇之門 飾 林天明
- 2011年 河东狮吼2 飾 關羽
- 2013年 大上海 飾 盧小嘉
- 2013年 激戰 該片段未播出
- 2014年 求愛嫁期 客串
- 2024年 掃黑·絕不放棄 飾 東南亞殺手（客串）

### 電視劇
- 2004年 共和國榮譽 飾 華光
- 2005年 金色年華 飾 成子游
- 2005年 麻辣教頭又名籃球情人夢 飾 柴大海
- 2006年 浪擊天涯 飾 蔣勁
- 2006年 淚痕劍 飾 郭青
- 2007年 暴雨梨花 飾 爾不凡
- 2007年 女人淚 飾 黃旭生
- 2008年 醜女無敵(第二季) 飾 杜衛東
- 2008年 根在中原 飾 陳元光
- 2009年 醜女無敵(第三季) 飾 杜衛東
- 2011年 天地姻緣七仙女 飾 劉平
- 2011年 只要你过的比我好飾 周大鵬
- 2011年 错点鸳鸯·戏点鸳鸯 飾 石無忌
- 2011年 水滸前傳之義膽忠魂 飾 花榮
- 2013年 新西廂記 飾 杜确
- 2013年 女人幫·妞兒2 (網劇)飾 攝影師阿颯
- 2013年 新闺蜜时代 飾 成曉峰
- 2014年 深圳合租记 飾 任遠   【台灣改名愛情滿屋】
- 2014年 天使的微笑 飾 康健
- 2015年 锦绣缘华丽冒险 飾 前田瀧一
- 2015年 大江東去 飾 喬迪
- 2016年 美人為餡第1-3季(網絡劇) 飾 许湳柏
- 2017年 心理师(網劇) 飾 高枫
- 2018年 太那個了吧（網劇）飾男友（11集出現）
- 2019年 独孤皇后飾 宇文邕
- 2020年 锦绣南歌 飾 陆远
- 2023年 九霄寒夜暖(網絡劇)飾 寒凛
- 2023年 无间 飾 無常
- 2023年 岁岁青莲(2019年拍攝，網絡劇)飾 陳牧白
- 待播中 幸福饭店 客串

## 奖项
- 2000年 — “新丝路模特大赛”获最佳形像奖